# ドン・エイリー
ドン・エイリー（英語: Donald Smith "Don" Airey、1948年6月21日 - ）は、イギリス・タインアンドウィア州、 サンダーランド出身のミュージシャン。
作曲、編曲の他、キーボードを担当。数多くのバンドやプロジェクトに参加している。熱心なサンダーランドAFCのサポーター。エアエイ、エイレイなど呼び方がある。身長180cm。

## 略歴

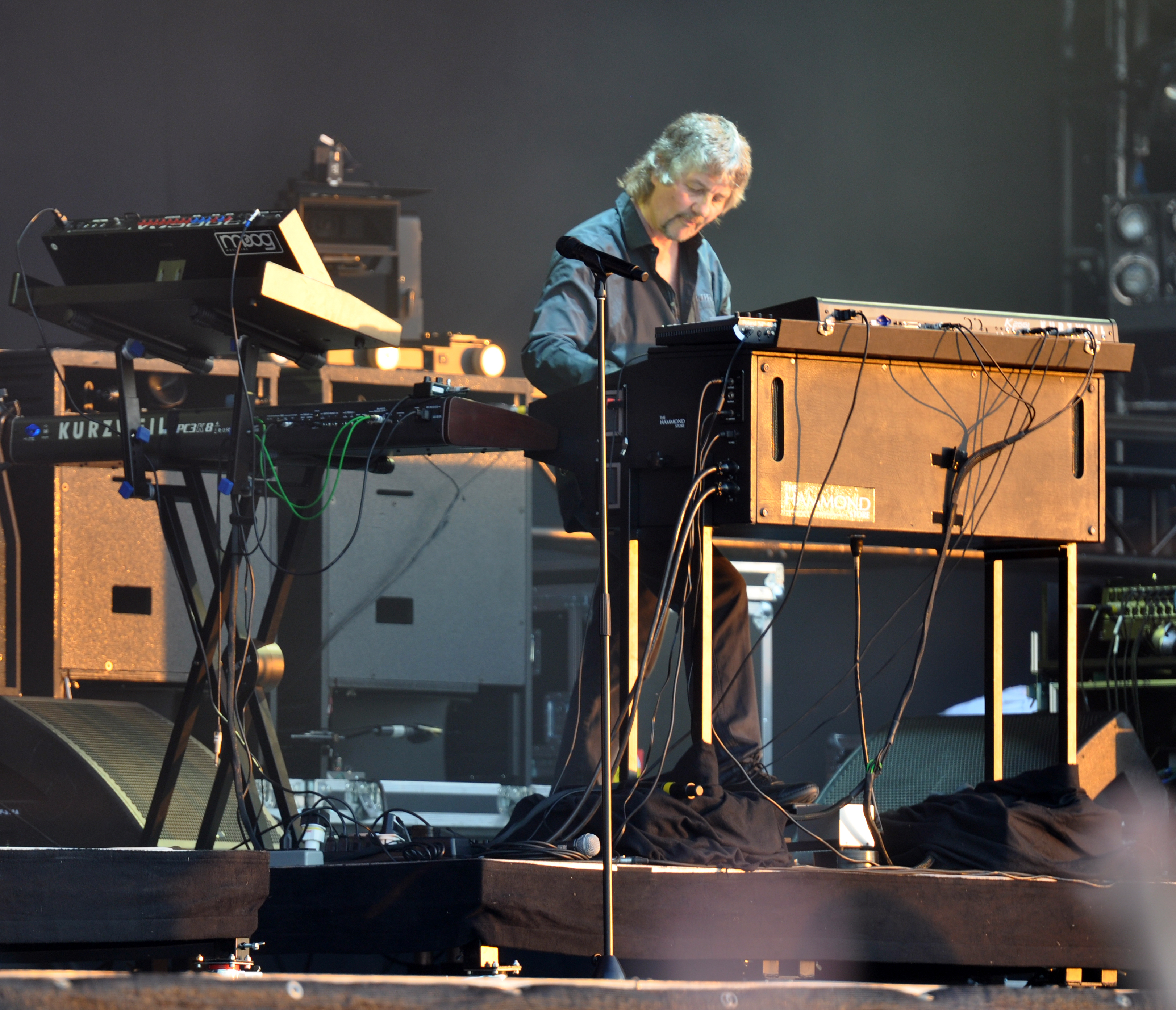
駆使している鍵盤機材 (2013年)

幼い頃からクラシック・ピアノを学び、ノッティンガム大学を経て英国王立ノーザン音楽大学で学位を取得卒業する。1972年にプロフェッショナルな音楽活動を開始し、コージー・パウエルズ・ハマーの「Na Na Na」(1974年)でレコーディング・デビューする。
1976年から1978年にかけて、ゲイリー・ムーアらと共にジャズ・ロック・バンド、コロシアムIIで活動。セッション・プレイヤーとしても活動しブラック・サバスのアルバム『ネヴァー・セイ・ダイ』(1978年)の録音に参加した後、1979年にリッチー・ブラックモアのグループ、レインボーに加入。『ダウン・トゥ・アース』(1979年)、『アイ・サレンダー』(1981年)のアルバム2枚の録音を残す。収録曲「Difficult To Cure」はベートーヴェンの「交響曲第9番」をアレンジした曲でグループのカラーに貢献した。しかし、コージー・パウエルの後任のドラマー、ボビー・ロンディネリとはウマが合わず、やがて方向性の違いから、『アイ・サレンダー』のアルバム・ツアー終了後に脱退した。
脱退後、オジー・オズボーンとゲイリー・ムーアのレコーディングやツアー・メンバーとしてキャリアを成す。1987年にはジェスロ・タルの公式メンバーとなり、ヨーロッパ及びアメリカ・ツアーに参加するが、1988年1月には脱退してソロ・アルバム『K2—栄光と悲劇の物語—』の制作に入る。1980年代からはほぼスタジオ・ミュージシャン、編曲者として主にハード・ロック/ヘヴィメタルのアーティストのレコーディングで活躍。1997年ユーロビジョン・ソング・コンテストの英国代表であるカトリーナ・アンド・ザ・ウェイヴスのEBU 1997出展作品Love Shine a Lightの編曲とオーケストラの指揮を担当、英国に優勝をもたらしている。
仕事が散発的になっていた時代を経て、ウリ・ジョン・ロートのライブやレコーディングに参加。その後、2002年にはディープ・パープルにジョン・ロードの後任として加入し、活動を続けている。

## トリヴィア
1982年3月19日、ランディ・ローズが飛行機事故による墜落死したこの日、奇しくもドンはセスナに乗る順番がランディより先だった為間一髪墜落死を免れた。

## ディスコグラフィ

### ソロ・アルバム
- 『K2—栄光と悲劇の物語—』 - K2: Tales of Triumph and Tragedy (1988年)
- Light in the Sky (2008年)
- All Out (2011年)
- 『キード・アップ』 - Keyed Up (2014年)
- 『ワン・オブ・ア・カインド』 - One of a Kind (2018年)

### コロシアムII
- 『ストレンジ・ニュー・フレッシュ』 - Strange New Flesh (1976年)
- 『エレクトリック・サヴェイジ』 - Electric Savage (1977年)
- 『ウォーダンス』 - War Dance (1977年)

### コージー・パウエル
- 『オーヴァー・ザ・トップ』 - Over the Top (1979年)
  - ドラマー、コージー・パウエルのリーダー・アルバムの編曲を担当。チャイコフスキー「序曲1812年」を編曲。ヤマハのシンセサイザーCS-80を使ってオーケストレーションを作製している。
- 『サンダーストーム』 - Tilt (1981年)
- 『オクトパス』 - Octopuss (1983年)

### レインボー
- 『ダウン・トゥ・アース』 - Down to Earth (1979年)
- 『アイ・サレンダー』 - Difficult to Cure (1981年)

### マイケル・シェンカー
- 『神 (帰ってきたフライング・アロウ)』 - The Michael Schenker Group (1980年)
- 『イン・ザ・ミッドスト・オブ・ビューティー』 - In the Midst of Beauty (2008年)
- 『テンプル・オブ・ロック』 - Temple of Rock (2011年)

### オジー・オズボーン
- 『ブリザード・オブ・オズ〜血塗られた英雄伝説』 - Blizzard of Ozz (1981年)
- 『月に吠える』 - Bark at the Moon (1983年)

### ゲイリー・ムーア
- 『バック・オン・ザ・ストリーツ』 - Back on the Streets (1979年)
- 『コリドーズ・オブ・パワー』 - Corridors of Power (1982年)
- 『ロッキン・エヴリ・ナイト (ライヴ・イン・ジャパン)』 - Rockin' Every Night (1983年)
- 『ダーティ・フィンガーズ』 - Dirty Fingers (1983年)
- 『ライヴ・アット・ザ・マーキー』 - Live at the Marquee (1983年)
- 『ラン・フォー・カヴァー』 - Run for Cover (1985年)
- 『アフター・ザ・ウォー』 - After the War (1989年)
- 『スティル・ゴット・ザ・ブルーズ』 - Still Got the Blues (1990年)
- 『オールド・ニュー・バラッズ・ブルース』 - Old New Ballads Blues (2006年)

### ウリ・ジョン・ロート
- 『トランセンデンタル・スカイ・ギター〜天上の至楽』 - Transcendental Sky Guitar (2000年)
- 『レジェンズ・オブ・ロック〜ライヴ・アット・キャッスル・ドニントン』 - Legends of Rock Live at Castle Donington (2002年)
- 『メタモルフォシス〜天界の旅』 - Metamorphosis (2003年)

### ディープ・パープル
- 『バナナズ』 - Bananas (2003年)
- 『ラプチャー・オブ・ザ・ディープ』 - Rapture of the Deep (2005年)
- 『ナウ・ホワット?!』 - Now What?! (2013年)
- 『インフィニット』 - Infinite (2017年)
- 『ウーッシュ!』 - Whoosh! (2020年)
- 『ターニング・トゥ・クライム』 - Turning to Crime (2021年)
- 『=1』 - =1 (2024年)

### その他の参加作品
- ブラック・サバス: 『ネヴァー・セイ・ダイ』 - Never Say Die! (1978年)
- ロイヤル・フィル&フレンズ: 『クラシック・ポリス』 - Arrested (1982年)
  - ポリスのトリビュート作品。編曲、指揮などを担当。ゲイリー・ムーア・バンドやグラハム・ボネットらとロイヤル・フィルハーモニー管弦楽団の共演作品。
- ホワイトスネイク
  - 『白蛇の紋章〜サーペンス・アルバス』 - Whitesnake (1987年)
  - 『スリップ・オブ・ザ・タング』 - Slip of the Tongue (1989年)
- ANTHEM
  - 『NO SMOKE WITHOUT FIRE』 (1990年)
  - 『DOMESTIC BOOTY』 (1992年)
- ジューダス・プリースト
  - 『ペインキラー』 - Painkiller (1990年)

「A TOUCH OF EVIL」にキーボードで参加。体調不良でレコーディングに参加出来なかった同バンドのベーシストであるイアン・ヒルの替わりに、全ての曲をミニモーグによるシンセベースで演奏した。なお、クレジットには表記されておらず、この事実が明らかになったのは、発売から30年後の2020年である。
- - 『ノストラダムス』 - Nostradamus (2008年)
- グラハム・ボネット: 『ヒア・カムズ・ザ・ナイト』 - Here Comes the Night (1994年)
- リヴィング・ラウド: 『リヴィング・ラウド』 - Living Loud (2003年)